# Metro d'Istanbul
El Metro d'Istanbul (turc: İstanbul Metrosu) és el principal element del sistema de transport públic d'Istanbul, Turquia. És operat per İstanbul Ulaşım (Transports d'Istanbul), una empresa pública controlada per la municipalitat metropolitana d'Istanbul. Obert al públic el 1989, té 79 estacions en servei actualment, i 62 noves en construcció. El juliol de 2013, tenia 4 línies: M1, M2, M3 i M4. Altres línies estan planificació o en construcció com la M7 (Kabataş–Mahmutbey) o la M8 (Bostancı–Parseller) .

## Història
La línia de tren subterrani més antiga d'Istanbul és la Tünel que va entrar en servei el 17 de gener de 1875. És la segona línia subterrània més antiga del món després del London Underground (1863). No obstant això la primera línia completament subterrània amb múltiples estacions d'Europa continental va ser el Metro de Budapest (1896).

## Infraestructura actual
| Línia | Ruta                                     | Longitud | Estacions | Notes addicionals                                                                             |
| ----- | ---------------------------------------- | -------- | --------- | --------------------------------------------------------------------------------------------- |
| M1A   | Yenikapı ↔ Atatürk Havalimanı (Aeroport) | 20,3 km  | 18        | acabada al novembre de 2014                                                                   |
| M1B   | Yenikapı ↔ Kirazlı                       | 14,0 km  | 13        | acabada al novembre de 2014                                                                   |
| M2    | Yenikapı ↔ Hacıosman                     | 23,5 km  | 16        | acabada al març de 2014                                                                       |
| M3    | Kirazlı ↔ Metrokent                      | 12,5 km  | 9         | expansió al sud de 9,0 km amb 8 estacions fins a Bakırköy en construcció, obertura: 2019      |
| M4    | Kadıköy ↔ Sabiha Gökçen Airport          | 33,9 km  | 23        | expansió de 7,5 km amb 4 estacions fins a Aeroport Internacional Sabiha Gökçen en construcció |
| M5    | Üsküdar ↔ Çekmeköy                       | 20 km    | 16        | 7 més estacions en construcció, obertura: 2018                                                |
| M6    | Levent ↔ Boğaziçi Üniversitesi           | 3,3 km   | 4         | acabada a l'abril de 2015                                                                     |
| M7    | Yıldız ↔ Mahmutbey                       | 20 km    | 17        | acabada el 2020                                                                               |
| M8    | Bostancı ↔ Parseller                     | 14,2 km  | 13        | acabada al gener de 2023                                                                      |
| M9    | Olimpiyat ↔ Bahariye                     | 6 km     | 5         | acabada el 2021                                                                               |

### Costat europeu
La construcció del metro modern es va iniciar en 1989. La M1 va ser anomenada inicialment Metro Hafif (metro lleuger) malgrat que va ser construïda com una línia de metro a escala completa. Va ser estesa des d'Aksaray fins als barris occidentals, unint l'Aeroport Internacional Atatürk al sud-oest el 2002. La construcció de la M2 va començar l'11 de setembre de 1992 però enfront de les troballes arqueològiques trobades es va aturar la construcció de diverses estacions especialment cap al sud. S'han fet servir materials resistents a sismes.
La primera secció entre Plaça de Taksim i Levent va entrar en servei malgrat els retards el 16 de setembre de 2000. Aquesta línia amb 8,5 km té 6 estacions, de característiques similars i colors diferents. El mateix any entren en servei 8 combois de 4 vagons tipus Alstom, circulant cada 5 minuts en hora punta i transportant a 130 mil passatgers diàriament. El 30 de gener de 2009, el primer tren construït per Eurotem entra en servei.
Eurotem construirà un total de 92 nous vagons per a la línia M2. Al 30 de gener de 2009 hi havia un total de 34 trens de 4 vagons.

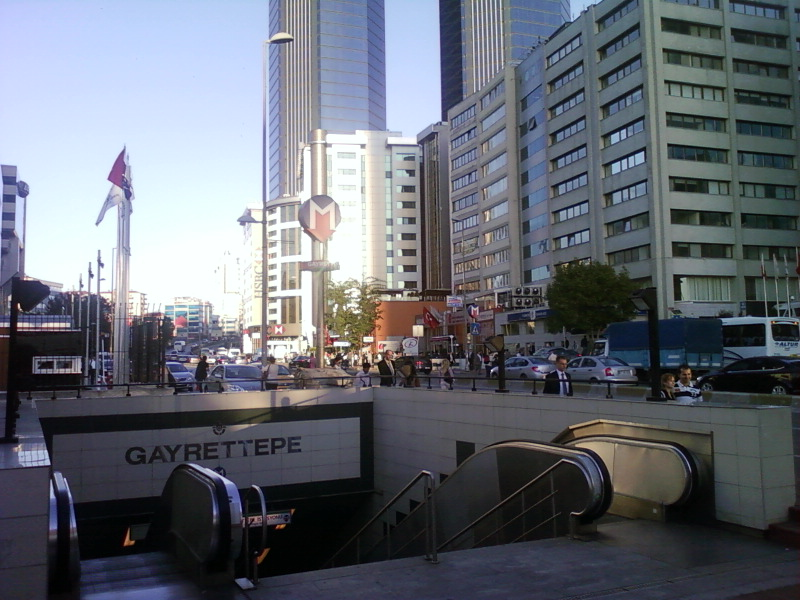
Una Entrada d'Estació Gayrettepe

Una extensió al nord des de Levent fins a Maslak va ser oberta en la mateixa data. El 2 de setembre de 2010 es va inaugurar l'estació terminal de Darüşşafaka. L'extensió al sud des de Taksim a Yenikapı a través del Corn d'Or sobre un pont es va completar fins a l'estació Şişhane a Beyoğlu, i també va entrar en servei el gener de 2009. Quan estigui completa, l'extensió Taksim Yenicapı serà de 5,2 km amb 4 estacions incloent Taksim i Şişhane actualment en servei. El cost total de l'ampliació serà de 593 milions de lires turques. A Yenikapı, el metro enllaçarà amb la línia ampliada del metro lleuger i les línies del suburbà. El trajecte entre Şişhane en Beyoğlu i Haciosman a Maslak és de 20 km de llarg i es triguen 27 minuts. La longitud total del costat europeu de la M2 serà de 23 km amb 16 estacions des de Hacıosman a Yenikapı; sense incloure els 936 metres de llarg del pont del metro al Corn d'Or, el túnel de 0,6 km entre Taksim-Kabataş que permet la connexió amb el port de Bus Marí (Anat), el túnel en construcció de 0,6 km de llarg entre Aksaray–Yenikapı connectant amb la línia M1, i el túnel de 13,6 km de llarg del Marmaray.

### Costat asiàtic
Pel costat asiàtic la construcció està en progrés en l'últim tram restant de 26,5 km de llarg de la línia M4 des Kadıköy fins Kaynarca amb un total de 19 estacions. Això ha tingut un cost de 750 milions d'euros i va ser construït pel consorci Astaldi-Makyol-Gülermak. La primera secció va ser oberta al públic el 17 d'agost de 2012 amb estació terminal a Kartal. La construcció dels 20 km de llarg de la línia M5 de Üsküdar via Ümraniye fins Sancaktepe va començar el març de 2012.
El Marmaray (túnel submarí per al ferrocarril en el Bòsfor) connecta les línies asiàtiques i europees del metro. La primera fase del projecte es va obrir al públic el 29 d'octubre de 2013.

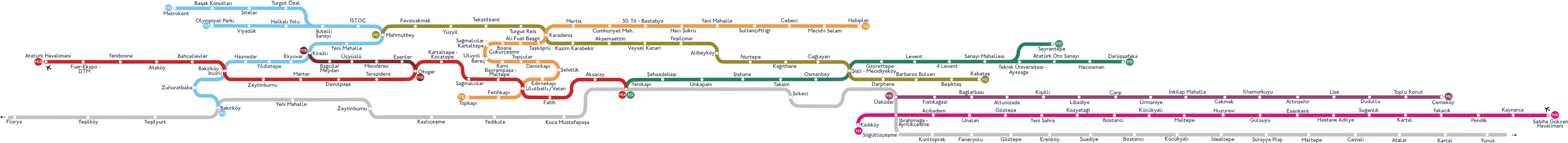
Línies de metro d'Istanbul i actuals projectes d'expansió de la xarxa